# Division 1 Féminine 2011-2012
La Division 1 Féminine 2011-2012 è stata la 38ª edizione della massima divisione del campionato francese femminile di calcio. Il campionato è iniziato il 3 settembre 2011 e si è concluso il 3 giugno 2012. L'Olympique Lione ha vinto il campionato per il sesto anno consecutivo. Capocannoniere del torneo è stata Eugénie Le Sommer (Olympique Lione) con 22 reti realizzate.

## Stagione

### Novità
Dalla Division 1 Féminine 2010-2011 sono stati retrocessi in Division 2 Féminine il Le Mans, il Tolosa e il La Roche-sur-Yon. Dalla Division 2 Féminine sono stati promossi il Vendenheim, il Soyaux e il Muret.
Il 18 agosto 2011 lo Stade Briochin si è sciolto ed è stato assorbito dal Guingamp che ne ha fatto la sua sezione femminile, acquisendone tutti i diritti sportivi.

### Formato
Le 12 squadre si affrontano in un girone all'italiana con partite di andata e ritorno, per un totale di 22 giornate. La squadra prima classificata è campione di Francia, mentre le ultime tre classificate retrocedono in Division 2 Féminine. Le prime due classificate sono ammesse alla UEFA Women's Champions League.

## Squadre partecipanti
| Club                | Città           | Stadio                  | Stagione 2010-2011                           |
| ------------------- | --------------- | ----------------------- | -------------------------------------------- |
| Guingamp            | Guingamp        | Stadio Fred Aubert      | 8º posto in Division 1 (come Stade Briochin) |
| Hénin-Beaumont      | Hénin-Beaumont  | Stadio Octave-Birembaut | 7º posto in Division 1                       |
| FCF Juvisy          | Juvisy-sur-Orge | Stadio Georges Maquin   | 4º posto in Division 1                       |
| Montpellier         | Montpellier     | Stadio Jules Rimet      | 3º posto in Division 1                       |
| Muret               | Muret           | Stadio Clément-Ader     | 1º posto in Division 2 gruppo C              |
| Olympique Lione     | Lione           | Stade de Gerland        | Campione di Francia                          |
| Paris Saint-Germain | Parigi          | Stadio George-Lefèvre   | 2º posto in Division 1                       |
| Rodez               | Rodez           | Stadio Paul Lignon      | 6º posto in Division 1                       |
| Saint-Étienne       | Saint-Étienne   | Stadio Léon Nautin      | 5º posto in Division 1                       |
| Soyaux              | Soyaux          | Stadio Léo Lagrange     | 1º posto in Division 2 gruppo B              |
| Vendenheim          | Vendenheim      | Stadio Waldeck          | 1º posto in Division 2 gruppo A              |
| Yzeure              | Yzeure          | Stadio de Bellevue      | 9º posto in Division 1                       |

## Classifica finale
|  | Pos. | Squadra             | Pt | G  | V  | N | P  | GF  | GS | DR   |
|  | ---- | ------------------- | -- | -- | -- | - | -- | --- | -- | ---- |
|  | 1.   | Olympique Lione     | 82 | 22 | 19 | 3 | 0  | 119 | 3  | +116 |
|  | 2.   | FCF Juvisy          | 78 | 22 | 18 | 2 | 2  | 62  | 21 | +41  |
|  | 3.   | Montpellier         | 76 | 22 | 17 | 3 | 2  | 74  | 17 | +57  |
|  | 4.   | Paris Saint-Germain | 66 | 22 | 13 | 5 | 4  | 47  | 23 | +24  |
|  | 5.   | Saint-Étienne       | 50 | 22 | 8  | 4 | 10 | 33  | 38 | -5   |
|  | 6.   | Guingamp            | 48 | 22 | 7  | 5 | 10 | 25  | 48 | -23  |
|  | 7.   | Vendenheim          | 47 | 22 | 7  | 4 | 11 | 39  | 68 | -29  |
|  | 8.   | Rodez               | 46 | 22 | 7  | 3 | 12 | 29  | 40 | -11  |
|  | 9.   | Yzeure              | 45 | 22 | 5  | 8 | 9  | 31  | 50 | -19  |
|  | 10.  | Hénin-Beaumont      | 44 | 22 | 6  | 4 | 12 | 27  | 72 | -45  |
|  | 11.  | Soyaux              | 28 | 22 | 2  | 0 | 20 | 19  | 68 | -49  |
|  | 12.  | Muret               | 28 | 22 | 1  | 3 | 18 | 14  | 71 | -57  |

Legenda:
      Campione di Francia e ammessa alla UEFA Women's Champions League 2012-2013.
      Ammessa alla UEFA Women's Champions League 2012-2013.
      Retrocesse in Division 2.
Note:
Quattro punti a vittoria, due a pareggio, uno a sconfitta.

## Risultati

### Tabellone
|                | Gui  | Hen  | Juv  | Mon  | Mur  | Oly  | PSG  | Rod  | Sai  | Soy  | Ven  | Yze  |
| -------------- | ---- | ---- | ---- | ---- | ---- | ---- | ---- | ---- | ---- | ---- | ---- | ---- |
| Guingamp       | –––– | 1-1  | 0-3  | 0-3  | 2-1  | 0-5  | 0-0  | 2-1  | 0-0  | 4-3  | 3-2  | 2-2  |
| Hénin-Beaumont | 6-0  | –––– | 0-9  | 0-6  | 1-1  | 1-6  | 0-4  | 3-1  | 1-0  | 0-4  | 4-2  | 1-1  |
| Juvisy         | 2-0  | 5-2  | –––– | 2-1  | 4-0  | 0-3  | 1-0  | 4-2  | 1-0  | 5-0  | 6-3  | 2-1  |
| Montpellier    | 4-2  | 5-1  | 0-0  | –––– | 8-0  | 1-1  | 4-2  | 1-0  | 4-0  | 4-3  | 5-0  | 4-0  |
| Muret          | 0-3  | 2-3  | 0-3  | 0-4  | –––– | 0-3  | 1-5  | 0-1  | 0-5  | 1-2  | 1-2  | 1-1  |
| O. Lione       | 7-0  | 9-0  | 1-1  | 1-0  | 11-0 | –––– | 3-0  | 7-0  | 7-0  | 6-0  | 10-0 | 8-0  |
| Paris SG       | 2-0  | 2-0  | 1-3  | 1-1  | 3-0  | 0-0  | –––– | 2-0  | 3-2  | 2-0  | 4-1  | 5-2  |
| Rodez          | 0-1  | 3-1  | 1-2  | 1-2  | 3-2  | 0-4  | 1-1  | –––– | 1-0  | 2-0  | 3-3  | 0-1  |
| Saint-Étienne  | 1-1  | 3-0  | 4-1  | 1-6  | 3-1  | 0-3  | 1-2  | 2-2  | –––– | 1-0  | 0-0  | 1-0  |
| Soyaux         | 1-4  | 0-1  | 0-2  | 0-6  | 0-1  | 0-8  | 1-2  | 0-5  | 0-4  | –––– | 1-2  | 2-4  |
| Vendenheim     | 2-0  | 7-0  | 1-3  | 1-3  | 3-1  | 0-10 | 0-4  | 2-1  | 1-3  | 2-1  | –––– | 3-3  |
| Yzeure         | 2-0  | 1-1  | 1-3  | 1-2  | 1-1  | 0-6  | 2-2  | 0-1  | 4-2  | 2-1  | 2-2  | –––– |

## Statistiche

### Classifica marcatrici
| Gol |  |  | Giocatore         | Squadra         |
| --- |  |  | ----------------- | --------------- |
| 22  |  |  | Eugénie Le Sommer | Olympique Lione |
| 20  |  |  | Lotta Schelin     | Olympique Lione |
| 15  |  |  | Camille Abily     | Olympique Lione |
| 15  |  |  | Élodie Thomis     | Olympique Lione |
| 14  |  |  | Gaëtane Thiney    | FCF Juvisy      |
| 13  |  |  | Camille Catala    | Saint-Étienne   |
| 13  |  |  | Hoda Lattaf       | Montpellier     |